# Izvoz
Izvoz je v mednarodni trgovini dobrina proizvedena v eni državi in prodana v drugo državo, ali storitev, izvedena v eni državi za državljana ali rezidenta druge države. Nasprotna finančna transakcija je uvoz. Primeri storitev v mednarodni trgovini so finančne, računovodske in druge profesionalne storitve, turizem, izobraževanje ter pravice intelektualne lastnine.
Izvažanje dobrin pogosto terja sodelovanje s carinsko upravo. Poleg tega vplivajo na uvoz in izvoz trgovinski sporazumi med uvoznimi in izvoznimi oblastmi.
Carine, davki na specifično dobrino ali kategorijo dobrin, ki je uvažana ali izvažana iz države, je ekonomska ovira za trgovino. Carine lahko uporabimo za zaščito panoge, ki je pomembna za nacionalno varnost. Določene panoge lahko prejmejo zaščito, ki ima podoben učinek kot subvencije.
V makroekonomiji je neto izvoz (izvoz minus uvoz) sestavni del bruto domačega proizvoda, skupaj s potrošnjo, investicijami in državno potrošnjo. Tuje povpraševanje za izvoz države je pozitivno odvisno od dohodka v tujih državah in negativno odvisno od moči valute države proizvajalke (tj. kako drago je za tuje stranke kupovanje valute države na deviznem trgu).